# Deuterotinea auronitens
Deuterotinea auronitens är en fjärilsart som beskrevs av Lucas 1956. Deuterotinea auronitens ingår i släktet Deuterotinea och familjen Eriocottidae. Inga underarter finns listade i Catalogue of Life.